# Ascaltis ventricosa
Ascaltis ventricosa är en svampdjursart som beskrevs av Carter 1886. Ascaltis ventricosa ingår i släktet Ascaltis och familjen Leucascidae. Inga underarter finns listade i Catalogue of Life.